# Rappin' 4-Tay
Rappin' 4-Tay, pseudonimo di Anthony H. Fortè (2 marzo 1968), è un rapper statunitense.

## Biografia
Cresciuto nel distretto di Fillmore, San Francisco, 4-Tay fece il suo debutto nel 1988, appena terminato il liceo, nell'album di Too $hort Life Is...Too Short con un featuring nella canzone Don't Fight the Feelin, ma venne arrestato qualche tempo dopo il suo ventunesimo compleanno per possesso di sostanze stupefacenti e condannato a tre anni di carcere. Dopo il patteggiamento della sua pena 4-Tay distribuì il suo primo lavoro, nel 1992, ovvero Rappin 4-Tay Is Back, seguito da Don't Fight The Feeling, contenente i singoli Playaz Club e Dank Season, con Seff Tha Gaffla, e I'll Be Around.
Le vendite di Rappin' 4-Tay erano scarse fino a quando non partecipò con Tupac Shakur nel singolo Only God Can Judge Me dall'album All Eyez on Me e con Master P nella compilation West Coast Bad Boyz II, rispettivamente nel 1996 e nel 1997. 4-Tay fu anche un membro originario della crew rap T.W.D.Y. nel 1999. Nel 2003 Rappin' 4-Tay distribuì Gangsta Gumbo contenente il singolo Burning, Burning che gli fece guadagnare molta popolarità nella Bay Area. Ha pubblicato l'album, That's What You Thought, nel 2007 e in seguito Still Standing e Where Is The Love? nel 2011.

### Contenzioso con Drake
Nel 2014 4-Tay citò a giudizio il rapper canadese Drake per aver usato frasi tratte dalla sua canzone del 1994 Playaz Club nel suo singolo Who Do You Love? con YG. L'artista canadese patteggiò in tribunale un pagamento a favore di 4-Tay di 100.000 dollari, e di inserirlo tra i crediti della canzone in futuro. Nonostante ciò, è stato in seguito rivelato che Drake non avrebbe pagato la somma pattuita.
4-Tay comprò allora le royalties di Who Do You Love? nel 2018, quando i diritti del singolo di YG vennero messi all'asta. L'offerta vincente di 38.250 dollari sarebbe stata di Fortè.

## Discografia
- 1992: Rappin' 4-Tay is Back
- 1994: Don't Fight the Feeling
- 1996: Off Parole
- 1997: 4 tha Hard Way
- 1998: Bigga Than Da Game
- 1999: Derty Werk (T.W.D.Y.)
- 1999: Introduction to Mackin
- 2003: Gangsta Gumbo
- 2007: That's What You Thought
- 2011: Still Standing
- 2011: Where Is The Love?